# Junye Song
Pour les articles homonymes, voir Song (homonymie).
 (août 2013).
Song Junye ou Song Tsiun-Ye ou Sung Chün-Yeh (宋駿業), surnom: Shengqiu, nom de pinceau: Jianfu est un peintre chinois du XVIIIe siècle, originaire de Changshu (ville de la province du Jiangsu en Chine). Ses dates de naissance et de décès ne sont pas connues, mais sa période d'activité se situe vers 1700.

## Biographie
Vice-président du Bureau de la Guerre et peintre, Song Junye s'initie à la peinture avec Wang Hui.

Le National Palace Museum de Taipei conserve une de ses œuvres, Paysage peint sur éventail et accompagné d'une inscription de l'empereur Qing Kangxi.